# Patrick Gérard (mathématicien)
Pour les articles homonymes, voir Gérard.
Ne doit pas être confondu avec le haut fonctionnaire et homme politique Patrick Gérard.
Patrick Gérard est un mathématicien français né en 1961.

## Biographie
Patrick Gérard s'intéresse aux équations aux dérivées partielles, notamment à l'analyse microlocale, la théorie du contrôle et les équations dispersives non linéaires en lien avec la notion de turbulence faible.
Il est professeur à l'Université Paris-Sud au laboratoire de mathématiques d'Orsay. Il a dirigé de janvier 2010 à décembre 2014 le département de mathématiques d'Orsay.

## Prix et distinctions
A la fin des années 80, il conçoit en même temps que Luc Tartar le concept de mesure de défaut microlocale, ce dernier les ayant nommées "H-Measures".
En 1998 il reçoit le prix Servant pour ses travaux en analyse microlocale.
En 2014, il reçoit le prix Léonid Frank de l'Académie des sciences.
Il était membre de Bourbaki.

## Publications
Avec Serge Alinhac : (en) Pseudo-differential Operators and the Nash-Moser Theorem, vol. 82, Providence, RI, AMS, coll. « Graduate Studies in Mathematics », 2007, 168 p. (ISBN 978-0-8218-3454-1, lire en ligne).